# Görlitzer Pulververschwörung
Die Görlitzer Pulververschwörung in den Jahren 1466 bis 1467 war ein angeblicher Versuch einer Gruppe von Ratsherren, die dem hussitisch gesinnten, von der Kirche zum Ketzer erklärten und gebannten böhmischen König Georg von Podiebrad nachstrebten, die katholischen Kräfte im Görlitzer Rat zu stürzen. Vorausgegangen war zudem ein Familienstreit wegen der Liebschaft des konservativ katholischen Patriziers Georg Emmerich und der Tochter des königstreuen Stadtrats Nikolaus Horschel.
Der Aufstand wurde verraten und resultierte im Jahr 1468 in fünf Todesurteilen seitens der königstreuen Ratsherren, wobei vier der Verurteilten ihr zuvor erfoltertes Geständnis vor dem Tod widerriefen, und zehn Stadtverweisen. Die katholisch gesinnten Stadträte bzw. insbesondere die 1465 entstandene Grünberger Allianz erreichten ihr Ziel drei Jahre später, als Georg von Podiebrad 1471 verstarb und Matthias Corvinus König wurde.
Ob der Aufstand tatsächlich auch so stattgefunden hat und die Hingerichteten nicht zugunsten politischer Machtinteressen zu Unrecht beschuldigt wurden, ist aufgrund von Zeitzeugenberichten allerdings fraglich.

## Politischer Hintergrund

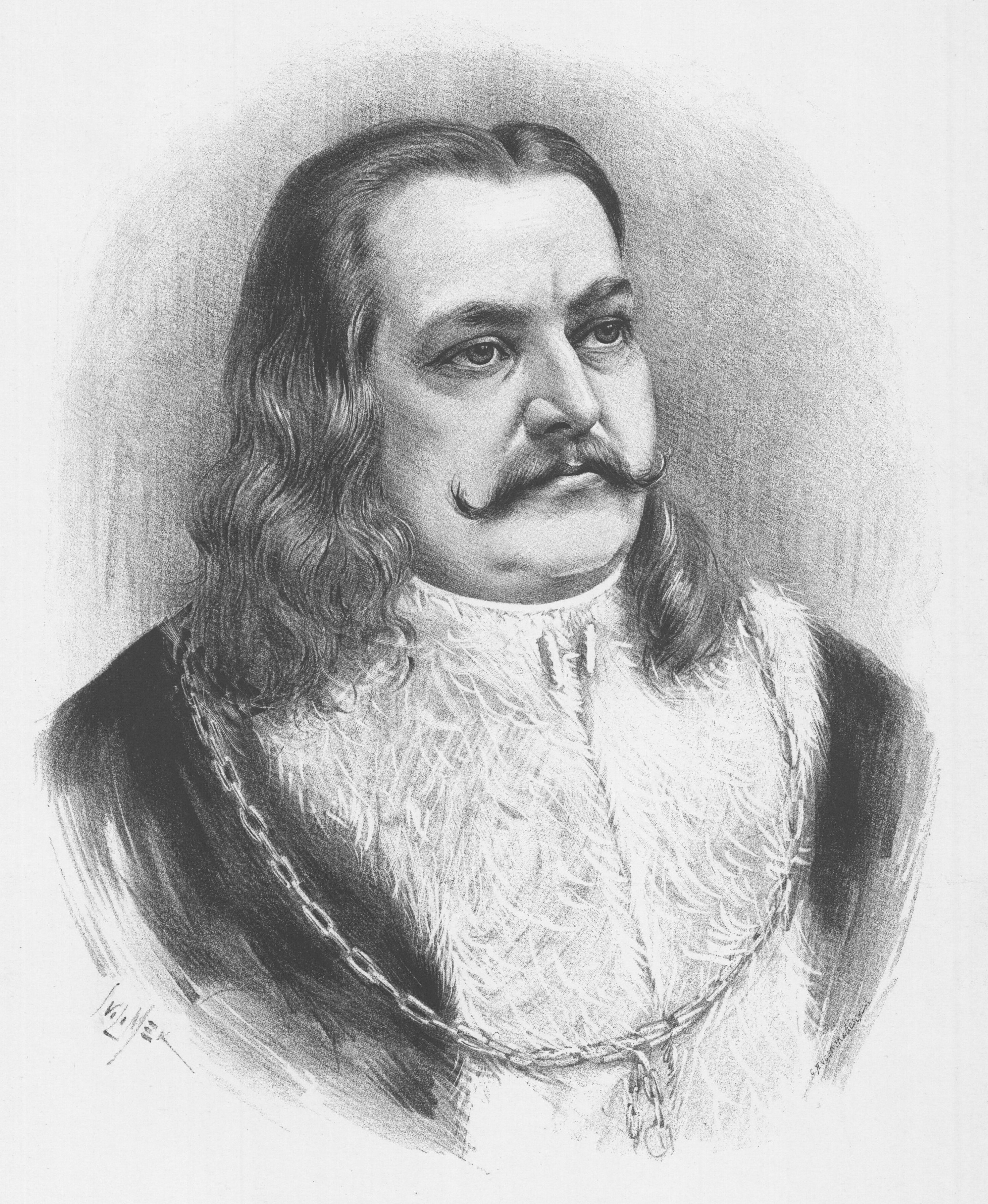
Bild von König Georg Podiebrad – der im Hintergrund der Görlitzer Pulververschwörung stand – von Jan Vilímek, 1860–1938

Die Stadt Görlitz unterstand als Kronland dem König von Böhmen. Angesichts der Bemühungen einiger Fürsten, Besitzansprüche geltend zu machen, sah sich Georg von Podiebrad (* 1420, † 1471) am 9. Dezember 1457 – als er noch Gubernator von Böhmen war – veranlasst, die Sechsstädte und damit Görlitz daran zu erinnern, dass sie zum Königreich Böhmen gehören. Podiebrad wohnte zeitweise sogar, zumindest im Herbst 1454, als Reichsverweser im Görlitzer Schönhof in unmittelbarer Nachbarschaft zu manchen später in der Pulververschwörung gegeneinander klagenden Ratsherren, insbesondere Georg Emmerich und Nikolaus Horschel.
Nach dem Tod von Ladislaus Postumus, Herzog von Österreich, aus der Albertinischen Linie des Hauses Habsburg, der von 1453 bis 1457 als König von Böhmen regiert hatte, wählte in Böhmen die utraquistische Ständemehrheit am 27. Februar 1458 den früheren Landesmarschall bzw. Gubernator (Landesverweser), Georg von Podiebrad, zum König von Böhmen.
Nach dieser Wahl hielt sich die Stadt Görlitz – eingedenk ihres „ruhmvollen Kampfes“ gegen die „ketzerischen“ Böhmen – abseits, musste sich jedoch schließlich 1459 zur Huldigung bequemen und erhielt daher erst am 2. Juni 1461 die Bestätigung ihrer Privilegien. Görlitz leistete dem König zwar Gefolgschaft, indem es zu dessen Feldzügen gegen Balthasar II. Herzog von Sagan († 1472), im August 1461 und gegen die Stadt Cottbus im Oktober/November 1461 Truppen und Vorräte schickte, blieb jedoch, trotz der Bemühungen des Königs um ein gutes Einvernehmen, aus religiösen Gründen diesem gegenüber reserviert. An dieser „Heerfahrt“ der Görlitzer gegen Cottbus nahm an prominenter Stelle – mit ritterlicher Rüstung, drei Leuten und vier Pferden – „Ermilreich“ – d. h. wohl Nickel Ermilreich – als einziger der späteren Verschwörer teil. König Georg war trotzdem bemüht, den Görlitzern entgegenzukommen, und stattete Görlitz im Mai und Juni 1462 Besuche ab. Die Praxis einer gegenseitigen Toleranz änderte sich jedoch nach wenigen Jahren. In Böhmen schlossen sich 1465 einflussreiche katholische Adlige unter der Führung von Zdenko von Sternberg auf Konopischt (* 1410; † 1476 in Wiener Neustadt) in der Grünberger Allianz gegen den König zusammen.

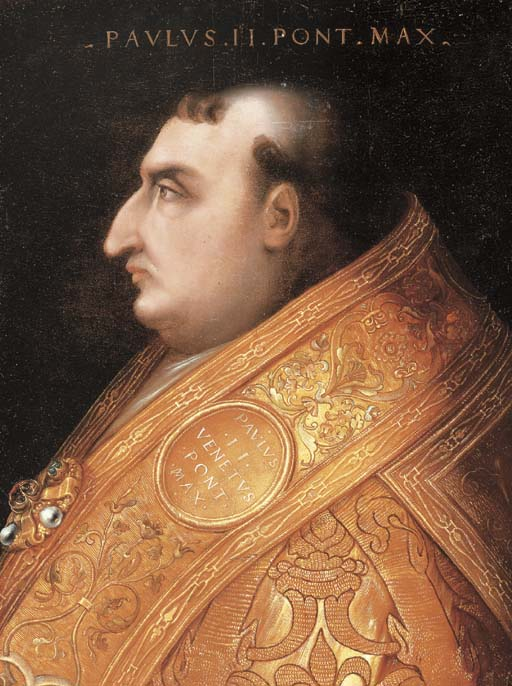
Papst Paul II., der die Absetzung von König Georg Podiebrad verfügte

Zugleich trat die Katholische Kirche unter Papst Pius II. (Enea Silvio Piccolomini; 1458–1464) aktiv gegen den der Ketzerei verdächtigten König auf, wobei sogar ein Kreuzzug gegen ihn erwogen wurde. Auch dessen Nachfolger, Papst Paul II. (Pietro Barbo), der von 1464 bis 1471 regierte, stand dem Utraquisten Podiebrand feindlich gegenüber. Er beauftragte daher 1465 den Bischof von Lavant, Rudolf von Rüdesheim (eigentlich Rudolf Hecker, * 1402, † 1482), als päpstlichen Legaten für Deutschland und Böhmen, den Widerstand der antihussitischen Kräfte gegen Georg Podiebrad zu organisieren. Papst Paul II. verfügte schließlich am 23. Dezember 1466 die Exkommunikation und Absetzung des Königs und entband dessen Untertanen vom Treueeid. Daraufhin erging am 19. Jänner 1467 vom päpstlichen Legaten der Befehl an die Görlitzer, mit dem Ketzer Georg, von dem sie durch päpstliche Macht entbunden seien, und seinen Amtsleuten „keine Handlung und keinen Gehorsam zu halten“, wobei dieser Befehl an alle Pfarren und Prediger nicht nur in Görlitz, sondern auch an die in den anderen verbündeten Städten erging. Für den streng katholischen Stadtrat von Görlitz war damit der Abfall vom „Ketzerkönig“ Georg von Podiebrad nur noch eine Frage der Zeit, bzw. der machtpolitischen Opportunität.
Konflikt um die böhmische Krone
Der amtierende böhmische König Podiebrad stand mit dem katholischen Matthias Corvinus, König von Ungarn, im Konflikt um die böhmische Krone. Die Patrizier-Familie Emmerich unterstützte Corvinus, die Patrizier der Familie Horschel hingegen Podiebrad. Zuvor hatte Podiebrad seine Tochter Katharina (* 1449) noch mit Corvinus verlobt (Eheschließung 1461), sie verstarb jedoch schon 1464 nach einer Totgeburt. Der zunächst überlegene Podiebrad verstarb 1471, wodurch Corvinus böhmischer König wurde.

## Die Familienfehde in Görlitz
Gerade zu diesem kritischen Zeitpunkt kam es in Görlitz innerhalb der führenden Familien der Stadt zu einer Familienfehde. Georg Emmerich hatte 1464 Benigna Horschel, eine Tochter des Ratsherren Nickel Horschel verführt, weigerte sich jedoch, sie zu heiraten. Da der Stadtrat nicht eingriff, wandte sich die Familie Horschel, unterstützt von der Verwandtschaft und einflussreichen Freunden, erst an den Stadtrichter Niklas Mehefleisch, dann an den Hauptmann von Görlitz, Martin von Maxen († 1489) und schließlich an den von 1465 bis 1467 amtierenden königlichen Landvogt der Oberlausitz, Benes von Kolowrat († 1495/97). Georg Emmerich erhob scheinbar noch Anklage in Leipzig gegen Nickel Horschel und Martin Lauterbach, den Bruder dessen Frau. Inzwischen entzog sich Georg Emmerich dem Streit, indem er aus angeblicher Reue 1465 eine Pilgerreise nach Jerusalem unternahm. Er kehrte von dort nicht nur mit einer Absolution von seinen Sünden, sondern auch als neuer Ritter des Ritterordens vom Heiligen Grab zurück und brachte wohl auch Pläne der Grabkapelle des Heiligen Grabes mit, von denen 1504 in Görlitz eine Replik erbaut wurde.

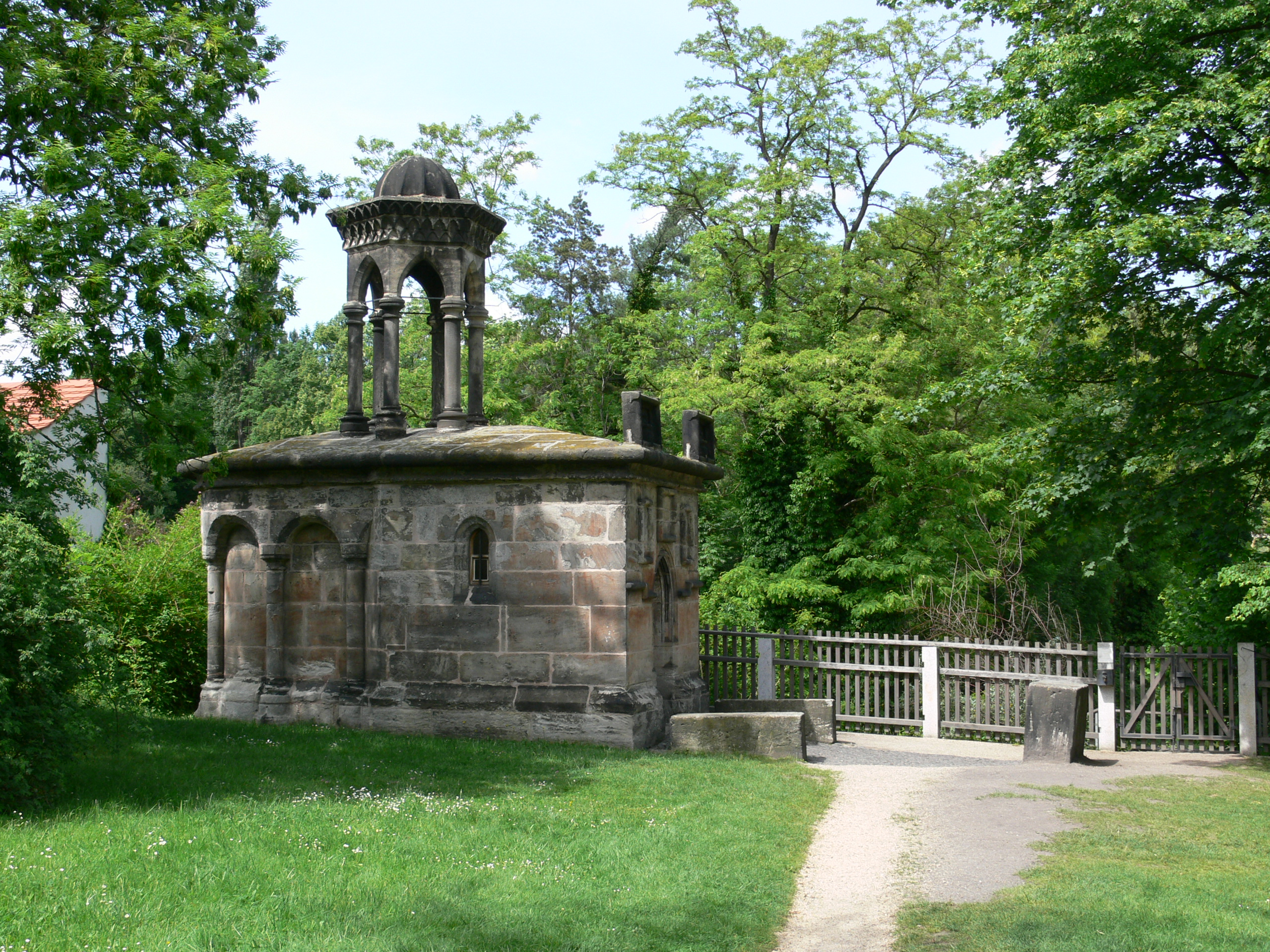
Görlitz Grabkapelle des Heiligen Grabes, die indirekt an die Pulververschwörung erinnert.

Zu den führenden Unterstützern der Ehrensache der Familie Horschel – und damit zu den wichtigsten „Verschwörern“ – zählten in Görlitz u. a. Nickel Horschel, der Vater von Benigna, der von 1431 bis 1465 im Stadtrat saß, Martin Lauterbach (Bruder Nickel Horschels Ehefrau Benigna, die wie ihre Tochter hieß; von 1434 bis 1463 Stadtrat oder Schöffe), Martin Schleife (Ehemann Dorotheas, der Schwester Nickel Horschels Ehefrau Benigna; von 1444 bis 1464 Stadtrat) und Nickel Ermelreich, aus dessen Familie drei Bürgermeister von Görlitz stammen (Hermann Ermerich oder Ermilrich, der 1321, Johann Ermilreich, der 1376 und Nikolaus Ermilrich, der 1402, 1413 und 1419 Bürgermeister war). Auch war dessen Onkel, Johannes Ermelreich, Professor und 1437 Rektor der Universität Leipzig. Die „Verschwörer“ stammten darüber hinaus, wie Richard Jecht festhält, durchwegs aus Familien, die zum Teil schon im 14. Jahrhundert große Verdienste um die Stadt hatten.
Unter Beschuldigten war auch Christoph Uthmann († 1483/83), Görlitzer Ratsherr in den Jahren 1460 bis 1464. Er war in zweiter Ehe verheiratet mit Margarethe, einer Tochter Jauers Bürgermeisters Hans Lauterbach.

## Pläne der Verschwörer
Die Pläne der „Verschwörer“ wurden unter Folter gestanden und wurden vor der Hinrichtung mit nur einer Ausnahme widerrufen. Trotzdem werden zumindest die zumindest vorgeblichen Pläne im Folgenden beschrieben:
Der Stadtrichter Mehefleisch, der Hauptmann von Maxen und der Landvogt von Kolowrat waren königstreu und beschlossen, diese interne Opposition einflussreicher Familien gegen den Stadtrat zu nützen, um mit deren Hilfe den Rat gewaltsam zu entmachten und so einen Abfall der Stadt von König Georg Podiebrad zu verhindern.
Ab der Fastenzeit 1466 wurden daher geheim verschiedene Pläne erwogen. So gab der Landvogt dem Stadtrichter den Plan ein, die Stadt an drei Orten anzuzünden, er wolle dann selbst „beim frühen Imbiss“ mit Mannschaft herbeieilen. Zum Feueranlegen wolle er seinen Diener mit 3 Holunderröhren, gefüllt mit Pulver und mit Zündknoten, zu ihm schicken. Da dieser Anschlag sich zerschlug, wurde die Sache auf Juni 1466 verschoben, wo der Landvogt mit 1600 Mann anrücken wollte. Dazu solle man „beim ersten Schlafe“ mit Äxten von innen das Reichenberger Tor aufhauen, damit er dort und über die Mauern in die Stadt eindringen, sie ausplündern und den Verschworenen zur Beute überlassen könne. Da jedoch der König seine Truppen anderweitig dringender brauchte, wurden die Pläne immer wieder verschoben. Geplant war auch, die Burg auf der Landeskrone, dem Hausberg von Görlitz, mit böhmischen Truppen zu besetzen, damit der Landvogt von dort aus die Stadt angreifen könne. Zuletzt war, wie der Landreiter Caspar Tetzel auf der Folter gestand, ein Anschlag für den 30. März 1467 geplant. Er hätte im Hause am Untermarkt 25 Feuer anlegen wollen, sei jedoch dabei gestört worden, hätte daher die „Büchse mit dem Pulver, dem Schwefel und dem Brand“ weggeworfen und sei entflohen. Er wurde dafür 1468 hingerichtet.

## Niederschlagung der Verschwörung
Gerüchte über mögliche Anschläge, ja über einen Angriff des Königs selbst auf die Stadt, der dort ein Strafgericht abhalten und durch eine Verfassungsänderung dem Rat zugunsten der Gemeinde Rechte entziehen würde etc., kursierten in der Stadt. Schließlich wurden die aktuellen Pläne durch ein Mitglied des Stadtrates verraten, das die Verschwörer – vergeblich – in ihr Unternehmen einbeziehen wollten.
Der Stadtrat reagierte daraufhin mit Entschlossenheit. Er kam dem Anschlag zuvor, indem er die Absetzung des Stadtrichters Mehefleisch durchsetzte – der in Hausarrest kam – und indem er am 27. März 1467 die Burg Landeskrone mit eigenen Truppen besetzen ließ und die Befestigungen der Stadt weiter verstärkte.
Der Landvogt Benes von Kolowrat verließ daraufhin am 7. April 1467 mit dem Hauptmann von Maxen die Oberlausitz. Ende Mai wurde als neuer Landvogt Jaroslav III. von Sternberg († 1492) – der ein Sohn des Zdenko von Sternberg, dem Führer der gegen König Georg gerichteten Grünberger Allianz war – und Kaspar I. von Nostitz auf Tschocha († 1484) – ein erklärter Feind des Königs – zum neuen Stadthauptmann bestimmt.
Am 8. Juni 1467 erfolgte – nach langem Drängen des römischen Legaten, Rudolf von Rüdesheim (* 1402, † 1482), Bischof von Lavant (1463–1468) danach Fürstbischof von Breslau, die förmliche Absage durch Görlitz und die fünf anderen Schwesterstädte an König Podiebrad, dem sie zugleich Fehde ansagten.
Am 22. und 23. August 1467 schlug der Rat in der Stadt zu. Die Verschwörer wurden gefangen genommen, der Stadtrichter Niklaus Mehefleisch erstmals am 30. August und zuletzt noch am 29. Januar 1468 der „peinlichen Befragung“ (d. h., der Folter) unterworfen. Martin Lauterbach wurde am 11. und 13. Mai, Martin Schleife am 12. und 16. Mai und Niklaus Ermilreich am 12. und 23. Mai peinlich befragt. Anschließend wurden fünf Todesurteile und 10 Verweisungen aus der Stadt verhängt. Am 6. April 1468 wurde der frühere Stadtrichter Niklas Mehefleisch gevierteilt und je ein Viertel vor jedes Stadttor und ein Schenkel auf dem Töpferberg aufgehängt. Auch Nickel Horschel verlor im gleichen Jahr im Zuge der Pulververschwörung „den Kopf“, wie Richard Jecht festhielt. Am 31. Mai wurden Lauterbach und Schleife und zuletzt Nicklaus Ermilreich am 6. September 1468 vor dem Pranger am Marktplatz mit dem Schwert enthauptet und damit die „Pulververschwörung“ grausam niedergeschlagen.

## Trivia
Georg Emmerichs Halbbruder Wenzel heiratete nach der Verschwörung, im Jahr 1475, Margarethe († 1594), eine Tochter des Beschuldigten Christoph Uthmann. In zweiter Ehe hatte er des hingerichteten Martin Schleifes Tochter – Margarethe – zur Frau.

## Wertung
Laut dem Historiker Richard Jecht (* 1858, † 1945) sahen wohlmeinende Zeitgenossen wie der Breslauer Stadtschreiber und Chronist, Peter Eschenloer in den vier vornehmen Hingerichteten „redliche Stadtkinder“ deren Schuld nicht erwiesen sei, da sie die erfolterten Geständnisse vor ihrem Tod widerriefen. Er hätte sie alle persönlich gekannt und von ihnen nur Gutes erfahren. Es erscheint daher wahrscheinlich, dass die verurteilten Görlitzer weniger Täter als Werkzeuge – und Opfer – höherer politischer Machtinteressen waren.